# Ramularia evanida
Ramularia evanida (J.G. Kühn) Sacc. – gatunek grzybów z klasy Dothideomycetes. Grzyb mikroskopijny, fitopatogen pasożytujący na goryczce trojeściowej (Gentiana asclepiadea). Powoduje plamistość liści.

## Systematyka i nazewnictwo
Pozycja w klasyfikacji według Index Fungorum: Ramularia, Mycosphaerellaceae, Capnodiales, Dothideomycetidae, Dothideomycetes, Pezizomycotina, Ascomycota, Fungi.
Gatunek ten opisał Julius Gotthelf Kühn w 1877 r. nadając mu nazwę Cylindrosporium evanidum. Obecną, uznaną przez Index Fungorum nazwę nadał mu Pier Andrea Saccardo w 1886 r.

## Charakterystyka
Na porażonych roślinach powoduje powstawanie zielonawobrązowych lub brązowych plam o średnicy 3–10(–15) mm ograniczonych użyłkowaniem liścia. Ich środek cz czasem staje się jaśniejszy. Często sąsiednie plamy zlewają się z sobą. W sprzyjających patogenowi warunkach w obrębie tych plam na obydwu stronach liści pojawia się nalot złożony z konidioforów i zarodników.
Endobiont, jego grzybnia jest zanurzona w tkankach rośliny. Konidiofory jedno lub dwukomórkowe, o wymiarach 18–70 × 2,3–3 μm. Konidia powstają w łańcuszkach. Są zazwyczaj jednokomórkowe. rzadziej dwukomórkowe, elipsoidalne lub cylindryczne, o wymiarach 9–23 × 2,3 μm.
Ramularia evanida w Polsce opisana została na kilku stanowiskach w Sudetach, Tatrach i Zakopanem.

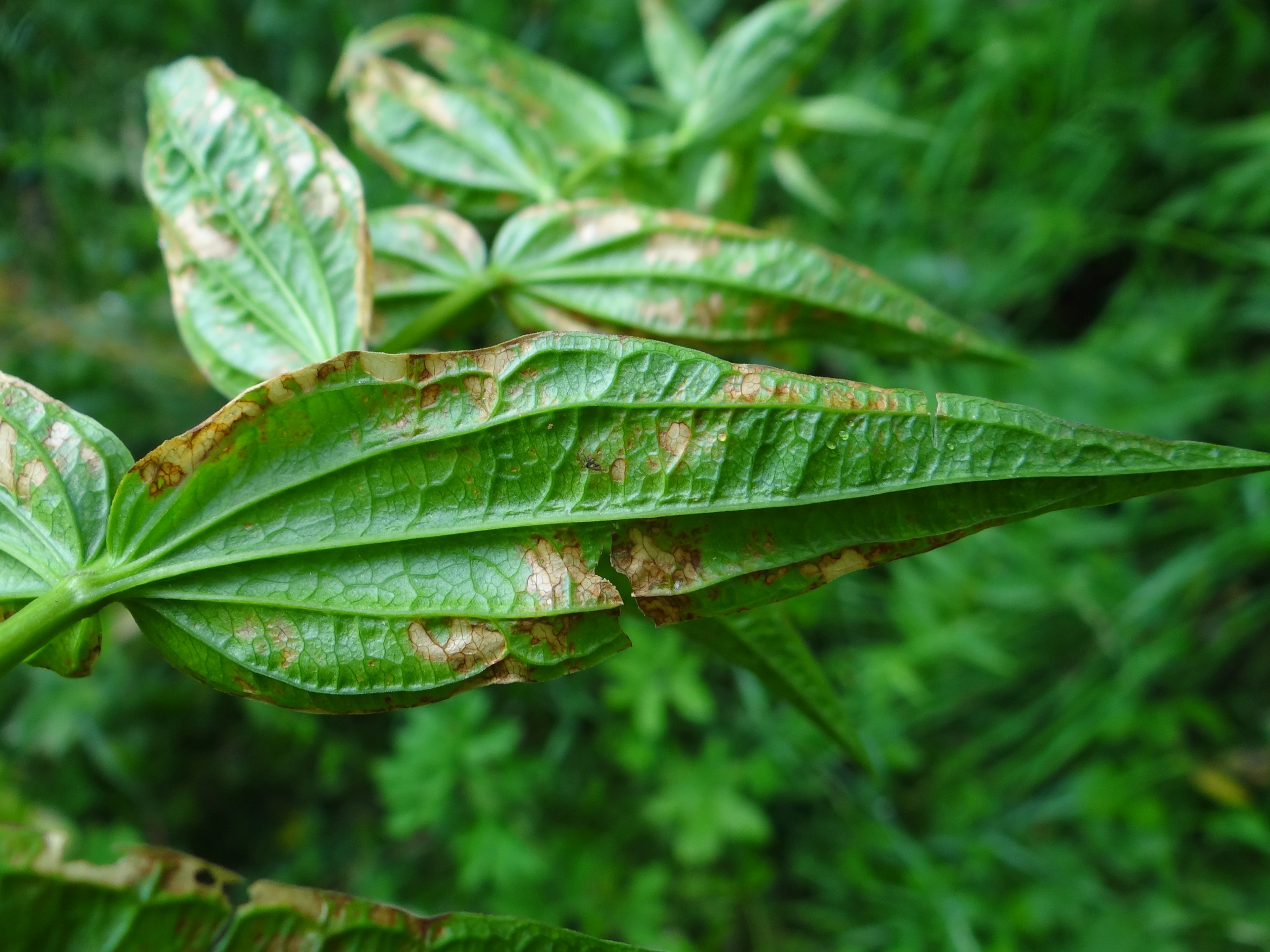
Plamy na dolnej stronie listka goryczki trojeściowej